# Solanum obovalifolium
Solanum obovalifolium är en potatisväxtart som beskrevs av Benitez. Solanum obovalifolium ingår i släktet skattor som ingår i familjen potatisväxter. Inga underarter finns listade i Catalogue of Life.